# Leopold IV. Babenberský
Leopold IV. Babenberský (1108 – 18. října 1141) byl rakouský markrabě v letech 1136–1141 a bavorský vévoda v letech 1139–1141.

## Život

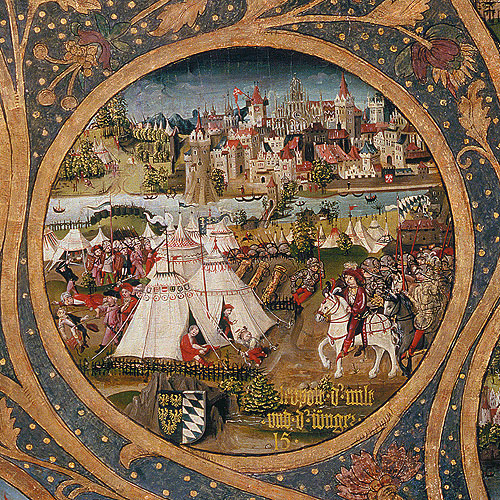
Leopold IV. Babenberský

Narodil se jako syn rakouského markraběte Leopolda III. a z Anežky z Waiblingenu, dcery německého císaře Jindřicha IV. Jeho otec byl později svatořečen a v 17. století prohlášen za rakouského národního patrona. Matka byla vdovou po Fridrichu Štaufském. Leopold tak byl spřízněn s předními říšskými rody. Byl nevlastním bratrem německého krále Konráda III. a strýcem pozdějšího císaře Fridricha Barbarossy.
Poté, co byl Konrád III. v roce 1138 zvolen německým králem, udělil vévodství bavorské Leopoldovi, zatímco jeho bratr Jindřich se již dříve stal držitelem statků své matky v Porýní a později v roce 1140 i falckrabím rýnským.
Po smrti svého otce se v roce 1139 oženil s Marií, dcerou českého knížete Soběslava I. Leopold nevládl příliš dlouho. Zemřel 18. října 1141 v klášteře Niederaltaich na cestě z Bavorska do Rakouska. Jako první z Babenberků byl pohřben v klášteře Heiligenkreuz, který založil jeho otec Leopold III. Po jeho nečekané smrti získal Bavorsko i Rakousko jeho bratr Jindřich Jasomirgott.